# I. Arszinoé
I. Arszinoé (Αρσινόη Α’, i. e. 305 – kb. i. e. 248 után) ókori egyiptomi királyné a ptolemaida korban, II. Ptolemaiosz Philadelphosz felesége.

## Élete

### Származása
Lüszimakhosz király és Nikaia királyné második lánya és legfiatalabb gyermeke volt. Két testvére volt: Agathoklész és Eurüdiké.
Arszinoé apai nagyapja Pellai Agathoklész volt, egy nemesember, II. Philipposz makedón király kortársa, anyai nagyapja pedig Antipatrosz, a befolyásos régens. Nagyanyjáról nevezték el, de nem tudni, Lüszimakhosz vagy Nikaia anyjáról. Életéről házassága előtt keveset tudni.

### Házassága
I. e. 289/88 és 281 között Arszinoé feleségül ment II. Ptolemaioszhoz, a ptolemaida kori Egyiptom uralkodójához, akinek az első felesége lett. Ptolemaiosz anyai ágon távoli unokatestvére volt. A házasságra Lüszimakhosz és II. Ptolemaiosz szövetségének részeként került sor, melyet I. Szeleukosz Nikatór ellen kötöttek. Arszinoénak és Ptolemaiosznak három gyermeke született: III. Ptolemaiosz Euergetész, Lüszimakhosz és Bereniké. I. e. 279–274/3 között valamikor megérkezett Egyiptomba Ptolemaiosz testvére, II. Arszinoé, aki Lüszimakhosznak, I. Arszinoé apjának utolsó felesége volt; férje halála után féltestvéréhez, Ptolemaiosz Keraunoszhoz ment hozzá, akitől menekülnie kellett. Valószínűleg II. Arszinoé kezdeményezésére I. Arszinoét megvádolták azzal, hogy összeesküvést szőtt Ptolemaiosz meggyilkolására. A vádak hatására Ptolemaiosz elítélte feleségét, eltaszította magától és a felső-egyiptomi Koptoszba száműzte. Mivel nagyjából ugyanebben az időben száműzte unokahúgát, Theoxenát is, lehet, hogy a két esemény kapcsolatban állt egymással, tekintve, hogy Theoxenát is a Thébaisz régióba küldték, talán szintén Koptoszba.
II. Ptolemaiosz ezután testvérét, II. Arszinoét vette feleségül, akinek halála után I. Arszinoé gyermekeit is hivatalosan II. Arszinoé gyermekeinek tekintették.

### Száműzetésben
Arszinoé húsz éven át élt száműzetésben, de ezt fényűző körülmények közt töltötte és a fáraó volt feleségeként jelentős hatalmat gyakorolt.  Férje halála után Arszinoé elsőszülött fia lépett trónra.
Egy Koptoszban talált sztélé említi I. Arszinoét. A sztélét Arszinoé háznagya, Szenuser állíttatta, a királyné száműzetése idején; a szöveg a király feleségének nevezi Arszinoét, de nevét nem írják kártusba, ahogyan rangjához illene. Egy föníciai nyelvű felirat a ciprusi Lapithoszon, II. Ptolemaiosz 11. vagy 12. uralkodási évéből szintén említi Arszinoét, A felirat szerint egy bizonyos Jatonba’al áldozatot mutatott be „a törvényes utód és felesége” nevében, utóbbi Arszinoéra utal. Valószínű, hogy az áldozat bemutatójához még nem ért el a hír, hogy Arszinoé árulás vádjával kegyvesztett lett.

## Gyermekei
- III. Ptolemaiosz Euergetész
- Lüszimakhosz
- Bereniké Phernopherosz, Szíria királyának, II. Antiokhosz Theosznak a felesége

## Fordítás
- Ez a szócikk részben vagy egészben  az   Arsinoe I című angol Wikipédia-szócikk ezen változatának fordításán alapul.  Az eredeti cikk szerkesztőit annak laptörténete sorolja fel. Ez a jelzés csupán a megfogalmazás eredetét és a szerzői jogokat jelzi, nem szolgál a cikkben szereplő információk forrásmegjelöléseként.